# Ralf Nielbock

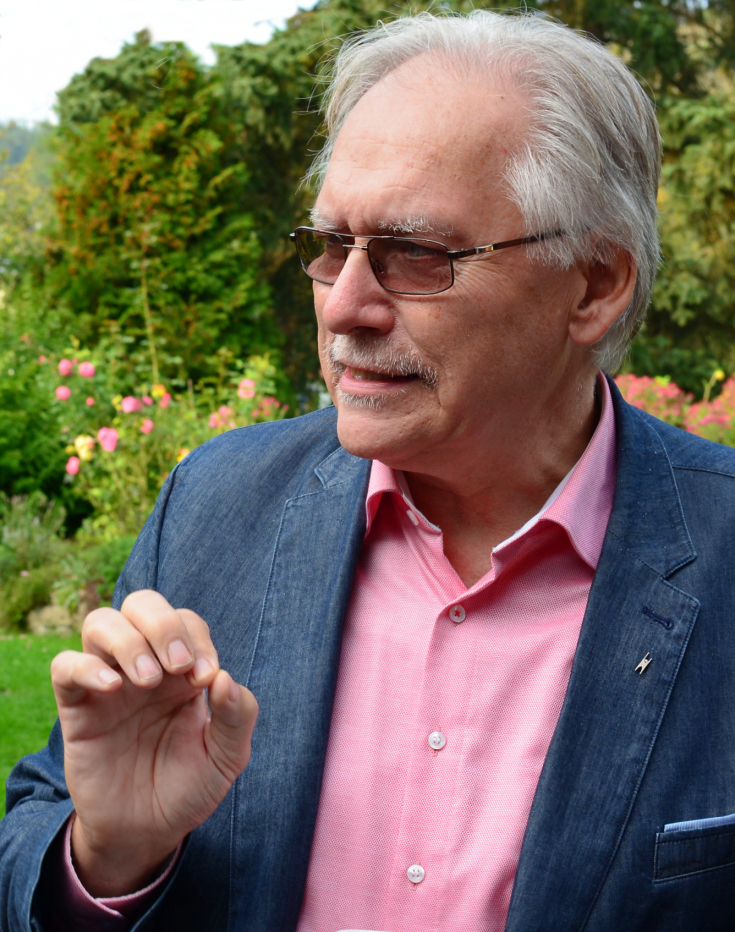
Ralf Nielbock, 2016

Ralf Nielbock (* 1954) ist ein deutscher Geologe und Paläontologe, der seit 1984 die Erforschung und Erschließung der Einhornhöhle in Scharzfeld betreibt.

## Werdegang
Ralf Nielbock stammt aus Frankfurt (Oder) und lebt seit 1959 im Harz, heute in Osterode am Harz. An der TU Clausthal studierte er Paläontologie und Geologie. 1982 erlangte im Fach Geologie das Diplom mit einer Arbeit zur Stratigraphie des Zechsteindolomits am Südrand des Harzes. 1987 promovierte Nielbock zu holozänen und jungpleistozänen Wirbeltierfaunen in der Einhornhöhle. Nach dem Studium wirkte er als wissenschaftlicher Mitarbeiter der Urgeschichtsabteilung des Niedersächsisches Landesmuseums Hannover bei den archäologisch-paläontologischen Ausgrabungen in der Einhornhöhle mit. Von 1989 bis 1990 war Nielbock wissenschaftlicher Mitarbeiter der archäologischen Denkmalpflege des Landkreises Osterode am Harz. Während dieser Tätigkeit entwarf er eine Wanderausstellung mit dem Titel „Unicornu fossile“ zur Einhornhöhle. Danach nahm Ralf Nielbock die Funktion des Museumsbeauftragten der Gemeinde Bad Grund wahr. Dort konzeptionierte er das Uhrenmuseum Bad Grund sowie das Bergbaumuseum neu. Von 1994 bis 2000 war Nielbock stellvertretender Geschäftsführer des Museumsverbandes „Die Oberharzer Bergbau- und Heimatmuseen“ und wissenschaftlicher Leiter des „Bergbaumuseums Schachtanlage Knesebeck“ des Erzbergwerk Grund.
Ab 2001 entwarf Ralf Nielbock das „Projekt Mensch und Tier in der Einhörnhöhle“. 2002 war er Mitbegründer des Vereins „Gesellschaft Unicornu fossile“, der seither die Höhle betreibt und dessen Ziel die geotouristische Erschließung sowie die Erforschung der Einhornhöhle ist. Seit der Wiederaufnahme des Führungsbetriebes in der Höhle im Jahr 2003 ist Nielbock deren Betriebsleiter und wissenschaftlicher Projektleiter.

## Veröffentlichungen (Auswahl)
- mit Hans-Georg Kohnke: Museen und Heimatstuben im Landkreis Osterode am Harz, 1989.
- Der Riesenhirsch (Megaloceros giganteus) vom Bühberg bei Barbis – Die Ausgrabungen Jacob-Friesens am Bühberg und auf der Burg Scharzfels bei Barbis im Jahre 1950. Heimatbl. f.d. südwestl. Harzrand, Osterode 1990, S. 7–16.
- mit M. Koch: Das Uhrenmuseum Bad Grund – Ein Gang durch die Zeit. Bad Grund 1997.
- Die Suche nach dem diluvialen Menschen – oder: Die Erforschungsgeschichte der Einhornhöhle. In: Die Kunde N. F. 53; 2002 (online)
- mit Stephan Veil: Die Einhornhöhle – Tierfriedhof des Eiszeitalters und  Spuren aus der Zeit der Neandertaler In: Mamoun Fansa, Frank Both, Henning Haßmann (Herausgeber): Archäologie|Land|Niedersachsen. 400.000 Jahre Geschichte. Landesmuseum für Natur und Mensch, Oldenburg 2004. Seite 171–172.
- mit Heinz-Gerd Röhling: Geotop-Ensemble Zechsteinkarstlandschaft Südharz: Einhornhöhle und Rhumequelle – Geotope von nationaler Bedeutung in: SDGG Heft 42, Hannover, 2006 ISBN 978-3-932537-38-7
- mit Kaufmann und Romanov: Geophysikalische Untersuchungen an der Einhornhöhle, Südharz in: Mitt.Verb.dt. Höhlen- u. Karstforscher 56 (3). München 2010 ISSN 0505-2211
- Die Einhornhöhle. Die Welt der Einhörner, Höhlenbären und Neandertaler. München 2010. ISBN 978-3-89937-123-9
- mit Felix Hillgruber, Jens Lehmann und Thomas Terberger: Die Einhornhöhle im Lichte alter und neuer Forschungen. In: Berichte zur Denkmalpflege in Niedersachsen. Nr. 4, 2014, S. 153–155.